# Arytmetyzacja języka
Arytmetyzacja języka lub arytmetyzacja składni – metoda efektywnego numerowania wszystkich wyrażeń języka badanej teorii za pomocą liczb naturalnych. Wprowadzona przez Kurta Gödla, pojawia się w dowodzie twierdzenia nazwanego jego nazwiskiem.
Aby każdemu wyrażeniu przyporządkować pewną liczbę, przyporządkowuje się najpierw pewne liczby podstawowym znakom teorii (znaki stałe, znaki zmienne), a następnie dowolnym wyrażeniom, czyli ciągom skończonym znaków elementarnych. W rezultacie każde wyrażenie A rozważanej teorii – niezależnie czy jest nim znak elementarny, czy ciąg znaków (formuła), czy też ciąg ciągów znaków (ciąg formuł) – posiada przyporządkowany mu jednoznacznie pewien numer {\displaystyle {\mbox{Nr }}A.} Funkcja {\displaystyle {\mbox{Nr}}} przekształca w sposób wzajemnie jednoznaczny wyrażenia teorii w pewien podzbiór zbioru liczb naturalnych. Zamiast mówić o własnościach zbioru wyrażeń (obliczalność, rekurencyjna przeliczalność) można mówić o własnościach zbioru ich numerów.

## Przykład
Dziewiętnastu znakom teorii arytmetyki można przyporządkować 19 kolejnych liczb naturalnych zgodnie z tabelą:
| {\displaystyle (} | {\displaystyle )} | {\displaystyle \exists } | {\displaystyle \forall } | {\displaystyle \neg } | {\displaystyle \Rightarrow } | {\displaystyle \vee } | {\displaystyle \wedge } | {\displaystyle \Leftrightarrow } | {\displaystyle 0} | {\displaystyle S} | {\displaystyle <} | {\displaystyle +} | {\displaystyle \cdot } | {\displaystyle P} | {\displaystyle =} | {\displaystyle x} | {\displaystyle _{\mbox{I}}} | {\displaystyle ,} |
| 1                 | 2                 | 3                        | 4                        | 5                     | 6                            | 7                     | 8                       | 9                                | 10                | 11                | 12                | 13                | 14                     | 15                | 16                | 17                | 18                          | 19                |
Jeżeli {\displaystyle a} jest jednym z powyżej wypisanych 19 znaków podstawowych, to przez {\displaystyle {\mbox{Nr }}a} oznaczymy przyporządkowaną mu liczbę w tabeli. Każdemu wyrażeniu {\displaystyle A} będącemu ciągiem symboli podstawowych
{\displaystyle A=a_{1}a_{2}\ldots a_{n}}
można przyporządkować numer
{\displaystyle {\mbox{Nr }}A=2^{\operatorname {Nr} \,a_{1}}\cdot 3^{\operatorname {Nr} \,a_{2}}\cdot \ldots \cdot p_{n}^{\operatorname {Nr} \,a_{n}},}
gdzie {\displaystyle p_{n}} oznacza {\displaystyle n}-tą liczbę pierwszą. Na przykład wyrażeniu „{\displaystyle x=0}” odpowiada numer
{\displaystyle 2^{17}\cdot 5^{16}\cdot 7^{10}.}